# センチネル語
センチネル語（センチネルご、Sentinelese language）は、インドの北センチネル島に住むセンチネル族が話す言語。
センチネル族以外に話者は存在せず、またセンチネル族が外部との接触を強く拒否していることもあり、言語の実態はほとんど解明されておらず、単語のリストといったものさえ存在しない。
アンダマン諸語のひとつと推定されるが、他言語とどの程度類似しているのかについては不詳である。文化、技術の類似度や地理的な近さから大アンダマン語（en:Great Andamanese languages）よりオンガン語（en:Ongan languages）に近いとする説もある。過去にはオンゲ語（en:Onge language）とアカビー語（en:Aka-Bea）の話者が北センチネル島に上陸して住民と意思疎通を試みたことがあるが、住民たちの言葉はまったく理解できなかった。
センチネル語は危機に瀕していると考えられている。推定で250人がセンチネル語を話すことができる。
Bernhard Glaeserは1995年に、科学者たちがじきにセンチネル語を学べると期待していると記述している。

## 参照
- アンダマン諸語